# Вулиця Куток (Тернопіль)
Вулиця Куток — вулиця у житловому масиві «Дружба» міста Тернополя.

## Відомості
Розпочинається від вулиці Спадистої, пролягає на захід, де розгалужується на дві частини: одна закінчується біля будинків №6 та №8 вулиці Львівської, інша пролягає на північ, згодом — на схід до вулиці Спадистої. На вулиці розташовані виключно приватні будинки.